# Yarriambiack Shire
Koordinaten: 36° 15′ S, 142° 25′ O

Yarriambiack Shire ist ein lokales Verwaltungsgebiet (LGA) im australischen Bundesstaat Victoria. Das Gebiet ist 7325,8 km² groß und hat etwa 6700 Einwohner.
Yarriambiack liegt im Nordwesten Victorias etwa 330 km nordwestlich der Hauptstadt Melbourne. Das Gebiet schließt folgende Ortschaften ein: Beulah, Brim, Hopetoun, Lascelles, Minyip, Murtoa, Patchewollock, Rupanyup, Speed, Tempy, Turriff, Warracknabeal, Woomelang und Yaapeet. Der Sitz des City Councils befindet sich in Warracknabeal in der Südhälfte der LGA, einer Stadt mit etwa 2.300 Einwohnern.
Die ersten Siedler waren ab 1845 Schafzüchter, die sich mit großen Herden hier niederließen. Wegen des warmen, trockenen Klimas dauerte es, bis Bewässerungssysteme angelegt waren, bevor auch Landwirtschaft in großem Maße Einzug hielt. Außerdem suchte in den 1880er Jahren eine Kaninchenplage das Gebiet heim. Zwischen Murray River und der Grenze zu South Australia wurde damals entlang des 36. Breitengrades ein Kaninchenzaun errichtet, der durch das Shire führte und noch teilweise als Denkmal erhalten wurde.
Das Shire ist heute das Zentrum des Weizengürtels (Wheat Belt) von Victoria und die Landwirtschaft und vor allem der Getreideanbau bestimmt die Wirtschaft der Region.

## Verwaltung
Der Yarriambiack Shire Council hat sieben Mitglieder, die von den Bewohnern der drei Wards gewählt werden. Von diesen drei Bezirken stellen Dunmunkle und Hopetoun je zwei, Warracknabeal drei Councillor. Aus dem Kreis der Councillor rekrutiert sich auch der Mayor (Bürgermeister) des Councils.